# Cerchiara (Rieti)
Cerchiara (già Cerchiara in Sabina) è una frazione del comune italiano di Rieti, nell'omonima provincia, nel Lazio. 
La frazione sorge a 603 m s.l.m., a circa 12 km a sud-ovest da Rieti.

## Storia

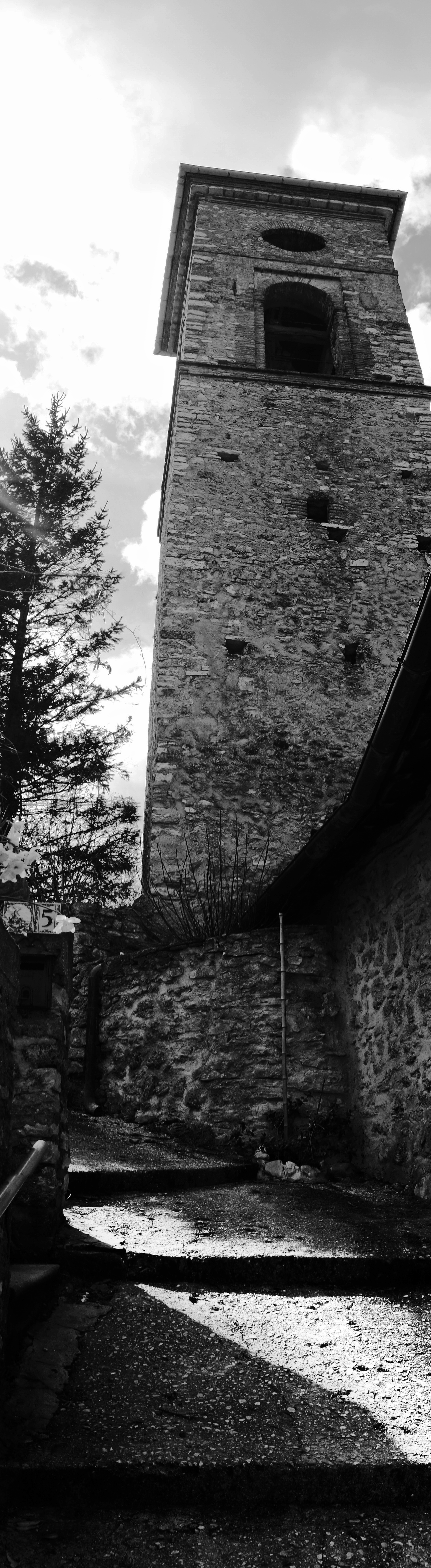
Uno scorcio del paese

Si ipotizza che Cerchiara sia stata costruita su un preesistente pagus romano dati i ritrovamenti, nelle zone circostanti, di testimonianze del culto della dea Vacuna.
Divenne comune il 18 marzo 1861, subito dopo l'unità d'Italia. Nel 1863 cambiò nome in "Cerchiara in Sabina", per evitare l'omonimia con altri comuni dallo stesso nome. Il 1º novembre 1875, dopo nemmeno quindici anni, il comune fu soppresso e aggregato a quello di Poggio Fidoni, per effetto del Regio Decreto n. 2655 del 23 agosto. Nel 1928 il comune di Poggio Fidoni venne a sua volta soppresso, e Cerchiara divenne una frazione del comune di Rieti.
Cerchiara, come tutta la parte occidentale della Sabina, è stata storicamente parte dell'Umbria e aveva come capoluogo Perugia: prima, all'epoca dello Stato Pontificio, in quanto parte della Legazione dell'Umbria, e successivamente, dopo l'unità d'Italia, in quanto parte della provincia dell'Umbria. Solo negli anni Venti, con l'istituzione della provincia di Rieti, Cerchiara entrò a far parte del Lazio.
Dopo gli anni sessanta Cerchiara ha conosciuto un graduale spopolamento, così come per molti paesi delle zone circostanti, facendo così perdere d'importanza la sede dell'anagrafe sita a Poggio Fidoni, la quale è stata soppressa.

## Monumenti e luoghi d'interesse
La chiesa protoromanica di Santa Maria, nota come dei Santi Martiri, è situata poco fuori dal paese. All'interno del paese si trova, invece, la chiesa barocca di San Tommaso.

## Economia
L'economia è prevalentemente agricolo-pastorale.